# Fearless (bài hát của Taylor Swift)
"Fearless" là một bài hát được của ca sĩ kiêm sáng tác âm nhạc người Mỹ Taylor Swift cho album phòng thu thứ hai cùng tên của cô ấy (2008). Nó được phát hành cho các đài phát thanh nhạc đồng quê Hoa Kỳ như là đĩa đơn thứ năm và cũng là đĩa đơn cuối cùng trích từ album vào ngày 4 tháng 1 năm 2010 bởi hãng đĩa Big Machine Records. Swift đã viết "Fearless" cùng với Liz Rose và Hillary Lindsey khi đang đi lưu diễn để quảng bá cho album phòng thu đầu tay mang chính tên cô (2006). Được sản xuất bởi Swift và Nathan Chapman, "Fearless" là một bản country pop và pop rock với tiếng guitar điện giàu năng lượng, mang nội dung về buổi hẹn hò đầu tiên hoàn hảo, bài hát được Swift chọn làm ca khúc chủ đề của album vì nó khám phá lòng dũng cảm để đón nhận những thử thách của tình yêu, chủ đề xuyên suốt của tất cả bài hát trong album.
Sau khi phát hành, các nhà phê bình âm nhạc ca ngợi "Fearless" về phần sản xuất và lời bài hát. Tại Hoa Kỳ, bài hát đạt vị trí thứ 9 trên Billboard Hot 100 và được chứng nhận bạch kim bởi Hiệp hội Công nghiệp Ghi âm Hoa Kỳ (RIAA); nó cũng đạt vị trí thứ 10 trên bảng xếp hạng Hot Country Songs. "Fearless" cũng lọt vào bảng xếp hạng ở Canada và Tây Ban Nha. Swift biểu diễn bài hát trong chuyến lưu diễn đầu tiên của cô, Fearless Tour (2009–10); các cảnh quay trên sân khấu và hậu trường của chuyến lưu diễn được sử dụng để tạo thành video âm nhạc cho "Fearless", do Todd Cassetty làm đạo diễn và được phát hành vào ngày 17 tháng 2 năm 2010. Sau khi tranh chấp với Big Machine Records về quyền đối với các bản thu âm gốc của sáu album phòng thu đầu tiên của Swift, cô đã phát hành Fearless (Taylor's Version), album tái thu âm của Fearless vào ngày 9 tháng 4 năm 2021, bao gồm bản thu âm lại của "Fearless".

## Danh sách track
- U.S. Digital Download

1. "Fearless" (Album Version) – 4:01

- U.S. / EU CD Single

1. "Fearless" (Radio Edit) – 3:42

## Bảng xếp hạng
| Bảng xếp hạng (2008–10) | Vị trí cao nhất |
| ----------------------- | --------------- |
| Canadian Hot 100        | 69              |
| Spanish Singles Chart   | 32              |
| U.S. Billboard Hot 100  | 9               |
| U.S. Hot Country Songs  | 10              |
| U.S. Pop 100            | 18              |

### Chứng nhận
| Quốc gia | Chứng nhận (theo doanh số) |
| -------- | -------------------------- |
| Hoa Kỳ   | Vàng                       |